# Ptiolina nitida
Ptiolina nitida är en tvåvingeart som beskrevs av Johan August Wahlberg 1854. Ptiolina nitida ingår i släktet Ptiolina och familjen snäppflugor. Arten är reproducerande i Sverige. Inga underarter finns listade i Catalogue of Life.